# 道羅齒龍屬

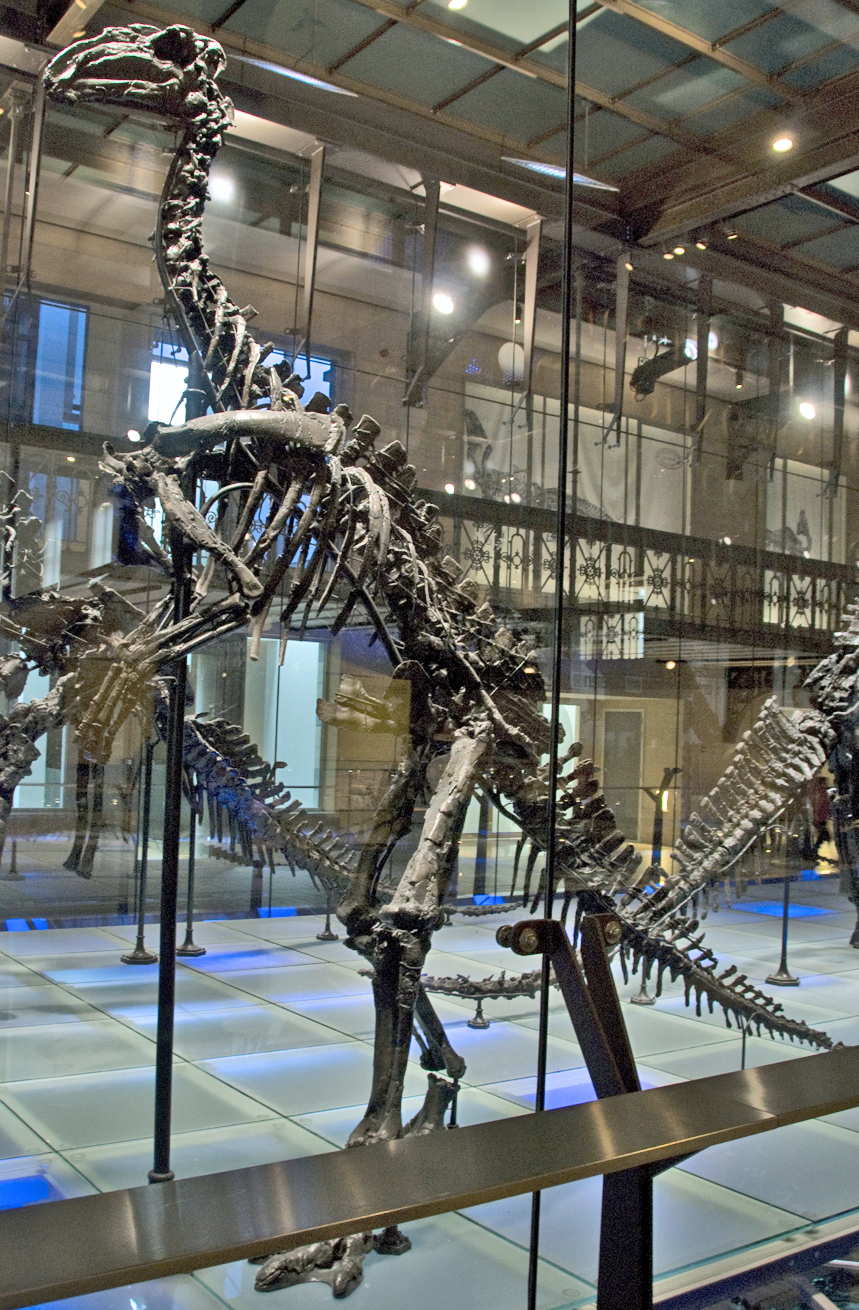
道羅齒龍的標本，曾先後屬於曼氏禽龍、曼特爾龍。位於布魯塞爾

道羅齒龍屬（學名：Dollodon）意為「道羅的牙齒」，是種鳥腳亚目恐龍，生存於白堊紀早期的歐洲，年代為巴列姆階，也可能是阿普第階。道羅齒龍的化石發現於比利時貝尼薩特，可能還有德國、比利時。道羅齒龍是種輕型禽龍類，身長約6公尺，是種草食性恐龍。
道羅齒龍目前只有唯一種，D. bampingi。其正模標本（編號IRSNB 1551）原本歸類於曼氏禽龍（I. mantelli）。曼氏禽龍後來獨立為曼特爾龍。在2008年，格雷戈里·保罗將其中的編號IRSNB 1551化石獨立為新屬，道羅齒龍。屬名是以首次敘述這些化石的路易斯·道羅（Louis Dollo）為名，種名則是以D. Bamping為名。